# Kojot Varalica
Kojot Varalica (Coyote the Trickster), lik varalice u pričama Indijanaca zapadne obale, sjeverozapadnog Platoa, Velikog bazena, prerija i jugozapada. 
Na zapadnoj obali, Velikom bazenu i sjeverozapadnoj visoravni gdje je nazivan Yelis (Coos); Ja'mul (Achumawi), Mo'luptsini'sla (Alsea); Ispilyay (Cayuse); Itsappa, Itsappe, Izabui, Isapaippi, Isapaippu, Isa'opaippeh, Itsappu, Isappu (Shoshone-Bannock-Paiute); Sinawavi (Chemehuevi); Talapus (Chinook), Kojot je ozbiljnija mitološka figura nego što je to slučaj dalje na jugu. Iako i dalje igra ulogu varalice u mnogim sjeverozapadnim pričama, Kojot se također smatra cijenjenim dobročiniteljem ljudi, odgovornim za tako važna djela kao što je donošenje vatre ljudima, podučavanje vještinama civilizacije i pomaganje u oblikovanju svijeta za njihovu dobrobit. Među plemenima Shoshone, Bannock i Paiute, Coyote je mlađi brat cijenjenog boga kreatora Esa (Vuka), a iako je neodgovoran i društveno neprikladan lik, on također pomaže bratu u njegovim važnim zadacima. Kod nekih kalifornijskih plemena Kojot je kreator čovječanstva ili čak svijeta, često u suradnji s drugim božanskim životinjskim duhovima. U folkloru drugih kalifornijskih plemena Kojot djeluje kao zlonamjernija sila prirode koja donosi opasnost i uništenje drugim likovima.
Kojot (Ma'ii, Ma'yee, Mai, Mbai, Mba', Ba'ts'oosee, Ma'ch'ose, Mba'ts'oose, Isily) je najčešći prevarant među plemenima na jugozapadu (iako u nekim zajednicama, iste priče koje se pripisuju Kojotu umjesto toga prikazuju Lisicu kao heroja, kao što to čine mnoge meksičke narodne priče.) U tradicijama jugozapada, Kojot je ponekad od pomoći ljudima, ali ponekad njegovo naglo i glupo ponašanje uzrokuje probleme svima oko njega. Često biva ubijen vlastitom nesmotrenošću, ali uvijek nakon toga oživi. Poput drugih legendarnih bića jugozapada, Kojot se ponekad opisuje kao ljudski oblik, a drugi put kao životinjski. Čak i kada ima oblik čovjeka, priče o jugozapadu često crpe humor iz Kojotovog ponašanja koje podsjeća na pseće (jede i njuši izmet, pokušava se pariti s članovima svoje obitelji, zavija u neprikladno vrijeme, itd.)
U mitologiji ravničarskih Indijanaca Kojot (Mica, Maca, Chirich) je jedna od dvije glavne figure prevaranata. (Drugi je Iktomi ili Pauk, a iste priče se često pričaju s Kojotom kao glavnim likom u jednoj zajednici i Iktomijem/Paukom kao glavnim likom u drugoj.)
U pričama ravničarskih Indijanaca, Kojot gotovo uvijek poprima oblik čovjeka. Pametan je, ali bezobziran, i neprestano dovodi sebe i ljude oko sebe u probleme svojim društveno neprimjerenim ponašanjem poput pohlepe, hvalisavosti, laganja i jurnjave za ženama. Priče o kojotima obično su duhovite prirode, a mnoge od njih sadrže ono što se danas smatra 'humorom za odrasle'. Ostale legende o ravničarskim kojotima upozoravajuće su priče o posljedicama lošeg ponašanja i opasnostima interakcije s neodgovornim ljudima. Iako Kojot obično ili za dlaku izbjegne smrt ili se vrati u život nakon što je ubijen, smrtnici oko njega nisu uvijek te sreće.